# میخالوویتسه (ناحیه هاولیتشکوف برود)
میخالوویتسه (به چکی: Michalovice) یک منطقهٔ مسکونی در جمهوری چک است که در ناحیه هاولیتشکوف برود واقع شده‌است. میخالوویتسه ۴٫۰۸ کیلومتر مربع مساحت و ۱۵۸ نفر جمعیت دارد و ۴۸۱ متر بالاتر از سطح دریا واقع شده‌است.